# Richard Levinson
Richard L. Levinson (* 7. August 1934 in Philadelphia; † 12. März 1987 in Los Angeles) war ein US-amerikanischer Drehbuchautor und Filmproduzent. Er wurde vor allem durch seine Zusammenarbeit mit William Link bekannt, zusammen schufen sie Serien wie Columbo, Mord ist ihr Hobby und Mannix.

## Leben
Richard Levinson wurde in Philadelphia im US-Bundesstaat Pennsylvania geboren und war wie sein Freund und Autorenpartner William Link jüdischer Abstammung. Levinson schloss 1956 sein Studium der Wirtschaftswissenschaften an der University of Pennsylvania mit einem Bachelor ab. In den Jahren 1957 und 1958 diente er in der United States Army. Richard Levinson heiratete die Schauspielerin Rosanna Huffman im Jahr 1969.
In Zusammenarbeit mit William Link entstanden in fast 40 Jahren zahlreichen Skripte und Drehbücher vor allem für Kriminalserien. Die beiden waren an der Produktion von Fernsehserien wie Columbo, Mannix, Ellery Queen, Mord ist ihr Hobby (Originaltitel: Murder, She Wrote) und Scene of the Crime beteiligt. Sie schrieben das Drehbuch für den 1983 erschienenen Fernsehfilm Sein Freund, der Roboter (Originaltitel: Prototype) und arbeiteten auch bei der Produktion von Fernsehfilmen zusammen, darunter The Gun, My Sweet Charlie, Damals im Sommer, The Judge and Jake Wyler, The Execution of Private Slovik, Charlie Cobb: A Nice Night for a Hanging, Probe für einen Mord, und Blacke's Magic, der für kurze Zeit auch als Serie fortgeführt wurde. Auch an den zwei Spielfilmen Die Hindenburg (1975) und Achterbahn (1977) wirkten sie mit.
Levinson und Link traten gelegentlich unter dem Pseudonym Ted Leighton auf, beispielsweise in Ellery Queen: Don't Look Behind You oder bei Columbo.
Das Duo erhielt 1979 einen Sonderpreis des Edgar Allan Poe Awards der Mystery Writers of America für ihre Mitarbeit an Ellery Queen und Columbo. In den 1980er Jahren waren sie mehrfach Preisträger des Edgars für das Beste Drehbuch für einen Fernsehfilm oder eine Miniserie. Im Jahr 1989 erhielten sie schließlich den Ellery Queen Award für besondere Verdienste als Drehbuchautorenteam im Bereich der Kriminalgeschichten. Richard Levinson und William Link wurden im November 1995 in die Television Academy Hall of Fame gewählt.
Am 12. März 1987 starb Richard Levinson im Alter von 52 Jahren an einem Herzinfarkt. Er wurde auf dem Westwood Village Memorial Park Cemetery bestattet. Zu seinem Gedenken schrieb Link 1991 das Drehbuch für den Fernsehfilm Wahre Freunde mit James Woods und John Lithgow.

## Filmografie (Auswahl)
- 1977: Achterbahn (Rollercoaster)